# Circolo Sportivo Ruentes 1933-1934
Questa voce raccoglie le informazioni riguardanti il Circolo Sportivo Ruentes nelle competizioni ufficiali della stagione 1933-1934.

## Rosa
| N. |                   | Ruolo | Calciatore         |
| -- | ----------------- | ----- | ------------------ |
|    | Italia (bandiera) | D     | Giorgio Alessandri |
|    | Italia (bandiera) | C     | Luigi Arata        |
|    | Italia (bandiera) | C     | Giuseppe Bergamino |
|    | Italia (bandiera) | D     | Angelo Canessa     |
|    | Italia (bandiera) | D     | Cattoni            |
|    | Italia (bandiera) | A     | Dario Fazio        |
|    | Italia (bandiera) | A     | Amato Gastaldi     |

| N. |                   | Ruolo | Calciatore       |
| -- | ----------------- | ----- | ---------------- |
|    | Italia (bandiera) | C     | Imuggi           |
|    | Italia (bandiera) | P     | Bernardo Moretti |
|    | Italia (bandiera) | D     | Domenico Oliva   |
|    | Italia (bandiera) | A     | Antonio Perazzo  |
|    | Italia (bandiera) | A     | Poggi            |
|    | Italia (bandiera) | D     | Furio Razzetto   |
|    | Italia (bandiera) | D     | Scettro          |